# Fíngen mac Diarmata
Fíngen mac Diarmata Mac Carthaig   (mort en 1209) membre de la dynastie Mac Carthaigh roi de Desmond du 1er décembre 1206 au 1er février 1207.

## Contexte
Fíngen ou Fighnin Mac Carthaig, (anglicisé ultérieurement en Florence) dit parfaois de Licke-Lachtna  qui est le 3e fils de Diarmait mac Cormaic,  accède au trône de  Desmond en 1206, en application de la loi de tanistrie conne successeur de son frère  Domnall Mór na Corra. Dès le début de l'année suivante il est déposé vers le 1er février 1207 par Diarmait Duna Droignéin Mac Carthaig son neveu, fils aîné de ce même Domnall . N'ayant selon les Annales d'Innisfallen  
« tenu la royauté que des calendes de décembre jusqu’au calendes de février »  .Selon ces mêmes annales il est assassiné par les  Uí Shúilliubáin (anglais: Ó Sullivan) en 1209

## Source
- Anthony Stokvis, préf. H. F. Wijnman, Manuel d'histoire, de généalogie et de chronologie de tous les états du globe, depuis les temps les plus reculés jusqu'à nos jours, Leyde, éditions Brill, 1889 réédition 1966, Volume II  Chapitre  II.Monomie [Munha, Munster], § 3 Des-Munha [Desmond] p. 259 :  Généalogie des rois de Desmond . Tableau généalogique Tableau n° 24 p. 263.